# Toscan (film)
Pour les articles homonymes, voir Toscan (homonymie).
Pour plus de détails, voir Fiche technique et Distribution.
Toscan est un  documentaire consacré à Daniel Toscan du Plantier réalisé par Isabelle Partiot-Pieri en 2010.

## Fiche technique
- Réalisation et scénario : Isabelle Partiot-Pieri
- Son : Chris Henrotte
- Montage : Vincent Lefebvre et Nadine Verdier
- Musique : Laurent Lesourd
- Production : Emmanuel Priou, Christophe Lioud et Yves Darondeau
- Production exécutive : Laurence Picollec
- Société de production : Bonne Pioche
- Année du tournage : 2010
- Durée : 87 minutes
- Pays d'origine :  France
- Langue originale : français
- Genre : documentaire

## Distinctions
- Sélection Hors compétition au Festival de Cannes 2010 dans la sélection Cannes Classics.
- Prix Spécial du Public au Festival Col.Coa 2011 à Los Angeles.